# Das Laaser Spiel vom Eigenen Gericht
Das Laaser Spiel vom Eigenen Gericht ist der Titel eines Schauspiels, das die Geschichte vom Eigenen Gericht und den Jedermann-Stoff integriert. Es wurde vermutlich im 18. Jahrhundert von Johann Herbst in Laas (Vinschgau) geschrieben. Das Stück wird auch heutzutage noch in Laas auf der Volksbühne dargeboten.